# Tolypanthus
Tolypanthus es un género de arbustos pertenecientes a la familia Loranthaceae.

## Taxonomía
El género fue descrito del sudeste de Asia. Fue descrita por Carl Ludwig Blume  y publicado en Systema Vegetabilium 7: 1731 en el año 1830. (Oct.-Dec. 1830).

## Descripción
Son arbustos parasitarios con la hojas alternas o subopuestas. Las inflorescencias son fasciculadas con 3-6 flores bisexuales y actinomorfas. El fruto es una baya elipsoide.

## Especies
- Tolypanthus coriaceus
- Tolypanthus esquirolii
- Tolypanthus gardneri
- Tolypanthus involucratus
- Tolypanthus lageniferus
- Tolypanthus loniceroides
- Tolypanthus lunatus
- Tolypanthus maclurei
- Tolypanthus pustulatus [4]